# 조선민주주의인민공화국의 텔레비전

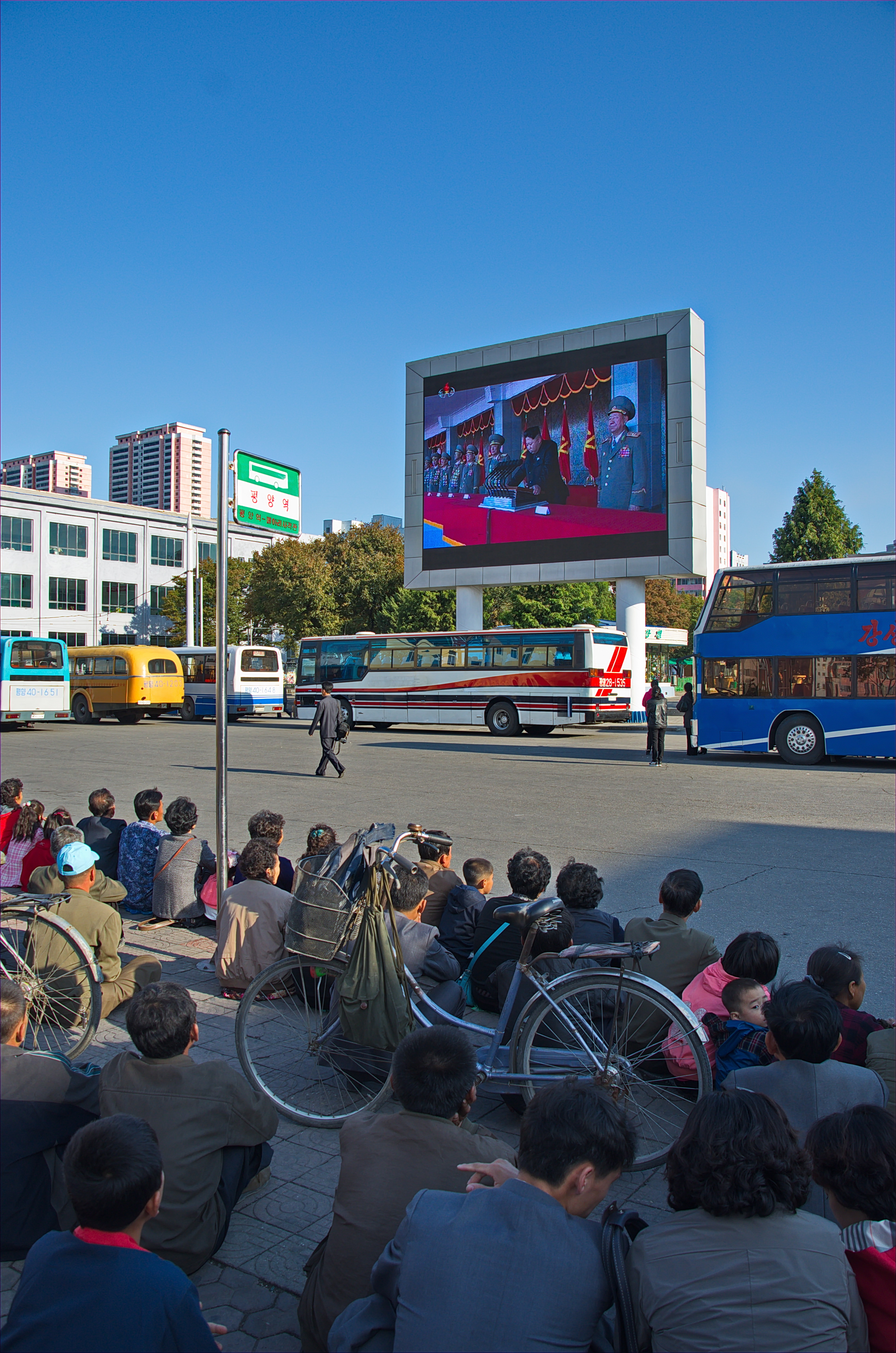
평양 조선중앙텔레비죤 야외전시회

조선민주주의인민공화국의 텔레비전은 조선중앙방송 소속이며 조선로동당 조선로동당 선전선동부가 통제하고 있다. 2017년 연구에 따라서 본다면 가구의 98%가 TV를 보유하고 추세인 것으로 나타났다. 2020년 현재 아날로그 텔레비전 및 최근 출시된 디지털 텔레비전 지상의  지상파 방송이 있다.

## 기술 데이터
북한의 텔레비전은 PAL 576i 시스템 D 및 K 아날로그 신호 전송 시스템과 4:3 종횡비를 사용하고 있다. 1993년 이전에 북한은 4:3 비율로 576i를 사용하는 SECAM 텔레비전 시스템을 운영하고 있었다. 조선중앙텔레비죤, 만수대텔레비죤, 체육TV, 룡남산 등 4대 주요 TV 채널은 지상파 방송과 평양의 케이블 TV 시스템을 통해 방송된다. 이러한 채널은 정부가 발행 판형 콤퓨터 삼지연에 있는 특수 앱과 만방 IPTV 서비스에서도 사용할 수 있다.
북한은 디지털 지상파 텔레비전에 DVB-T2 를 사용한다. 재판은 2012년에 시작되었다. 2020년 현재 기준으로 여러 개의 셋톱 박스 모델을 이용할 수 있으며, 4개의 방송 채널에 접속 할 수 있다.
북한에서 판매되는 텔레비전은 PAL 및 DVB-T2 시스템에서만 작동할 수 있으며, 이는 NTSC 시스템 M 아날로그 및 ATSC 디지털을 사용하는 한국이나 중국에서 방송을 수신할 수 없도록 하기 위함이다. (DTMB 사용)의 방송을 수신할 수 없다. 디지털). 그러나 러시아 방송은 DVB-T2이기 때문에 수신할 수 있다. 일본처럼 PAL과 NTSC에서 모두 작동할 수 있는 수입 TV는 정부에 의해 수입 시 NTSC 기능이 비활성화된다.

## 텔레비전 채널
2016년 8월 16일 현재 북한에는 4개의 텔레비전 채널이 있다. 모두 국영 방송이며 보통 낮 부터 황금시간대 까지 지속된다.

### 조선중앙TV
이것은 북한에서 가장 오래된 주요 텔레비전 채널이며, 1963년부터 정규방송을 시작했다. 2017년 국내 송출을 제외하고 위성 텔레비전과 IPTV를 통해 외부로 방송하는 유일한 북한의 TV 채널이다. 위성에서 KCTV는 1080i 뿐만 아니라 디지털 표준 텔레비전 이용할 수 있다. 2017년 12월 4일부터 16:9 SDTV 형식의 시험 방송이 시작되었다.

### 만수대텔레비전

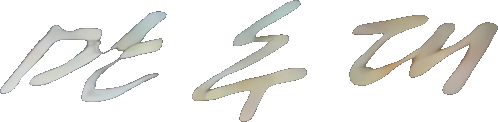
만수대텔레비전

만수대TV는 주말 마다 평양에 간간이 광고를 내보내는 교육자료를 내보낸다. 1973년 12월 1일 개장했다. 만수대TV 방송국은 토요일에는 3시간(19:00~22:00), 일요일 9시간(10:00~13:00, 16:00~22:00) 방송한다.

### 룡남산텔레비전

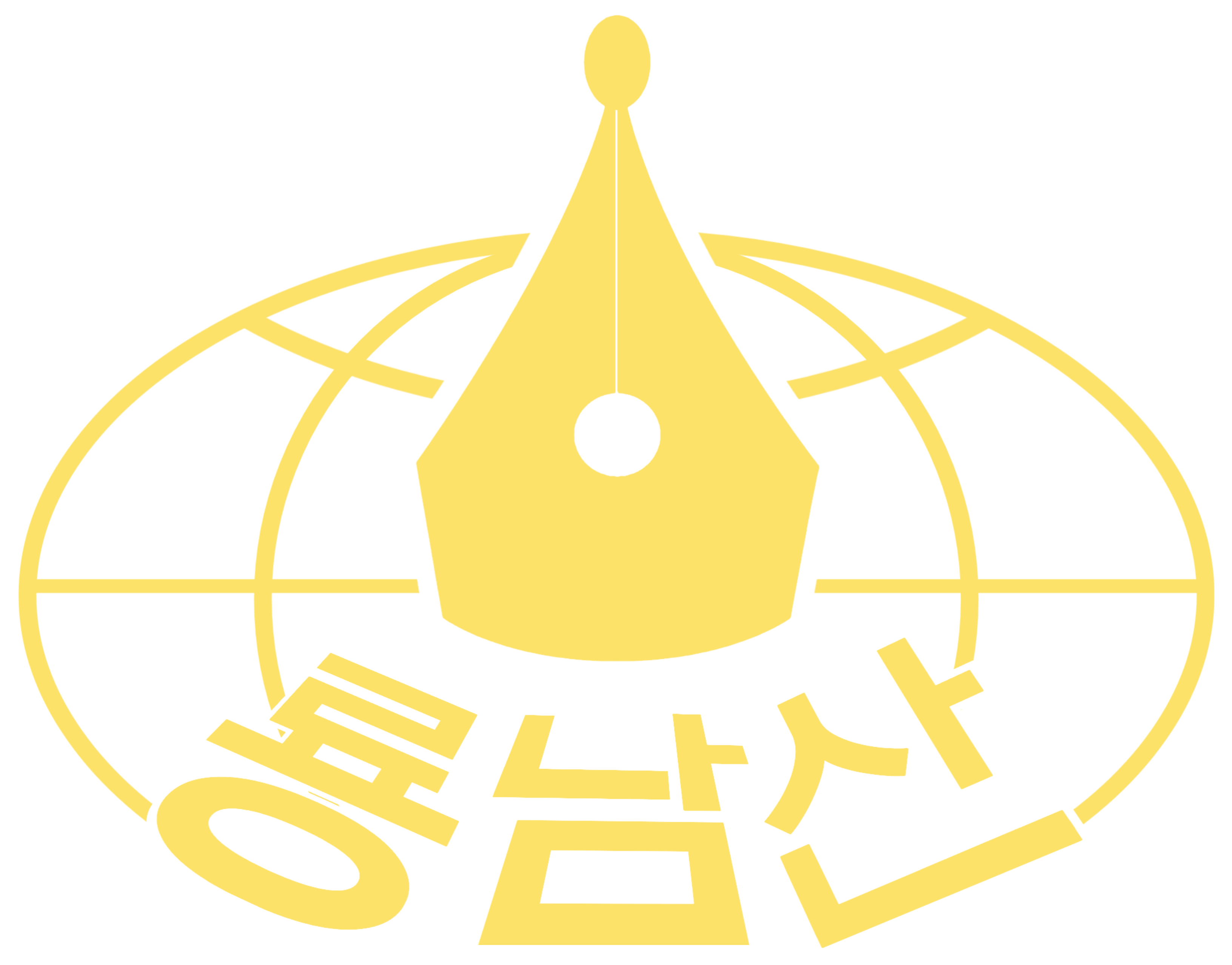
룡난삼텔레비전 로고

룡남산텔레비전(龍南山텔레비전, )은 조선민주주의인민공화국의 방송국이다.이 채널의 실질적인 책임자는 양춘원이다.
1971년 4월 1일부터 '개성'이라는 이름으로 방송을 시작했다. 1991년 10월 10일에 컬러 방송으로 전환되었다. 1997년 2월 1일, 한국 교육 문화 네트워크로 재명명되었다. 북한 핸드폰에 따르면 이번 브랜드 개편은 김정일 55주년과 관련된 것으로 이 채널은 평양 채널 9에서 평일 17:00부터22:00까지, 주말 12:00부터22:00까지 방송됐다. 또한 1990년대에는 남한 시청자들에게 북한 문화를 알리기 위한 방법으로 개성 텔레비전 탑에서 채널 8의 NTSC-M 형식으로 실험 방송을 했다. 2012년 12월 31일 서울에서 아날로그 방송이 종료될 때까지 서울에서는 채널 7과 9가 KBS2 와 KBS1에 사용되었기 때문에 채널 8은 한국 방송사의 신호 방해를 방지하기 위해 선택되었다. KBS1과 KBS2도 각각 채널 29와 28을 통해 비무장지대에서 방송됐지만 북한 정부의 신호 방해를 받았다.
2012년 9월 5일에 현재의 사명으로 변경되었다. 영어로 된 과학 다큐멘터리, 텔레비전 강의, 외국어 학습을 위한 교육 프로그램을 포함한다. 이 채널은 평양의 모든 대학의 학생들이 시청할 수 있다. 방송국은 평양 TV 타워의 채널 9, 만방 IPTV 서비스 및 삼지연 태블릿의 앱에서 방송된다.

### 운동 텔레비전

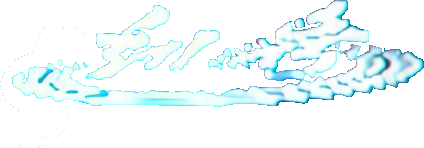
체육TV

Athletic Television (Cheyug TV, 체육텔레비죤)은 2015년 8월 15일에 개국한 스포츠 채널이다. 애슬레틱텔리비전은 북한 선수들이 참여하는 스포츠 대회와 북한 세계 스포츠의 역사를 다룬 다큐멘터리와 프로그램을 선보인다. 이 채널은 토요일과 일요일 19:00부터 22:00까지 방송된다. 20시에 조선 중앙 TV에서 포도뉴스를 방송한다.

## 평양텔레비죤탑
평양텔레비죤탑 (2015)와 만방 IPTV 채널(2016)의 주파수 계획. 초단파 채널은 시스템 D를 사용하며 극초단파 주파수는 시스템 K이다.
| 주파수 채널            | 만방 IPTV 시스템 | 텔레비전 채널  | 송신기 전원 (킬로와트) |
| ---------------------- | ---------------- | -------------- | ---------------------- |
| 5(93.25 메가헤르츠)    | 2                | 만수대텔레비죤 | 350                    |
| 6 (175.25 메가헤르츠)  | 4                | 운동 텔레비전  | 250                    |
| 9 (199.25 메가헤르츠)  | 삼               | 룡남산         | 140                    |
| 12 (223.25 메가헤르츠) | 1                | 조선중앙TV     | 700                    |
| 25 (503.25 메가헤르츠) | -                | (예정)         |                        |
| 31 (551.25 메가헤르츠) | -                | (예정)         |                        |

## 콘텐츠
프로그래밍의 질은 몇 년 동안향상되었다. 국제 뉴스가 방송되고 교육 프로그램의 질이 높다. 다큐멘터리는 자주 방영되며 보통 건강, 한국, 세계사, 지리에 관한 주제를 다룬다. 2012년 이후, 일기 예보는 기후 변화 우려 와 기상 현상의 경제적 영향에 보다 정확하고 시기적절하게 대응할 수 있게 되었다.

## 같이 보기
- 북한의 텔레비전 시리즈 목록
- 조선민주주의인민공화국의 통신
- 조선민주주의인민공화국의 언론
- 대한민국의 방송사